# Modicogryllus aterrimus
Modicogryllus aterrimus är en insektsart som beskrevs av Lucien Chopard 1963. Modicogryllus aterrimus ingår i släktet Modicogryllus och familjen syrsor. Inga underarter finns listade i Catalogue of Life.